# Macropora cuniformis
Macropora cuniformis är en mossdjursart som först beskrevs av Brydone 1909.  Macropora cuniformis ingår i släktet Macropora och familjen Macroporidae. Inga underarter finns listade i Catalogue of Life.